# Вайах
Вайах (нем. Weiach) — коммуна в Швейцарии, в кантоне Цюрих.
Входит в состав округа Дильсдорф. Население составляет 993 человека (на 31 декабря 2007 года). Официальный код — 0102.

## Фотографии
- Церковь